# MDSR暗号
MDSR暗号（えむでぃーえすあーるあんごう）とは、カシオ計算機株式会社が1998年10月に独自開発した共通鍵暗号化技術。MDSR（Multi-Dimensional Space Rotationの略で多次元空間回転法）とMDSR-TD（Time Dependent Multi-Dimensional Space Rotationの略で時間依存型多次元空間回転法）を組み合わせて平文を暗号化する。

## 概要
MDSRはn次元回転空間アルゴリズムを軸に、多次元回転空間アルゴリズムの回転角の鍵をユーザ自身で決定することができ、ユーザが決定した鍵に対して時間性依存を持たせて平文を暗号化する。

## 特徴
すでに説明したが、MDSRの最たる特徴は暗号化に必要となる回転角（n次元回転させるために必要な次元数）をユーザ自身が指定できる点。この回転角の鍵自体が暗号化および復号するときに必要な暗号鍵となる。つまり、鍵として大文字・小文字・数字・記号を識別し、ランダムに入り乱れた文字列を生成すればそれだけ複雑な回転角を与えることが可能である。
次に暗号の解読が困難である点。ベクトル空間における多次元回転により、非線形性が強く鍵長が長い暗号をつくりだす。例えば、四次元で鍵長が1,056ビットであった場合、暗号解読専用のハードでブルートフォースアタックを試みても、解読に要する時間は10の294乗年かかる計算になる。
最後に暗号化エンジンが小型で高速である点。既存の暗号化エンジンと比較しても暗号化または復号には1MB/secという処理速度で実施し、暗号化や復号のさいに特別なハードを必要としない。

## カシオペアへの導入
法人を対象に販売されているカシオペアにMDSR技術が導入されている。